# Łęk (architektura)
Łęk – element konstrukcyjny w kształcie łuku, stosowany do przekrycia otworów, jako przęsła wiaduktów i mostów oraz, jako łęk sklepienny, do konstruowania sklepień. Łęk jako sklepienie jest zespołem kamieni ułożonych w ten sposób, że ich ciężar własny jak i obciążenia dodatkowe zostają przeniesione na otaczające mury zwane oporami sklepienia.
Konstrukcja łęku przenosi obciążenie ściskające i dlatego może być wykonywana z ciosów kamiennych lub cegieł w kształcie klina, tzw. klińców nawet bez użycia zaprawy. Łęk złożony jest z dwóch krzywoliniowych odcinków podpartych na wezgłowiu i połączonych w najwyższym punkcie zwornikiem. Do wykonywania współczesnych konstrukcji używa się przede wszystkim takich materiałów jak stal i żelbet.